# Стаднюк, Иван Фотиевич
Ива́н Фо́тиевич Стадню́к (8 марта 1920 — 30 апреля 1994) — советский прозаик, сценарист, драматург и военный журналист, наиболее известный своими книгами об украинском селе и о пройденной им Великой Отечественной войне, написанными на русском языке.

## Биография
Родился в начале 1921 года (официально — 8 марта 1920 года) в селе Кордышевка Украинской Народной Республики (ныне Винницкий район, Винницкая область, Украина) в крестьянской середняцкой семье. Мать — Марина Гордеевна (девичья фамилия Дубова, ? — 1928), отец — Фотий Исихиевич Стаднюк ( ? — 1940).
Учился в начальной школе. В 1932 году, спасаясь от голода, уехал в Чернигов к брату Якову, партработнику. Жил и учился у брата и сестры Афии под Черниговом. Сотрудничал с редакцией газеты «Сталинский шлях» в Тупичеве. В 1939 году поступил в Украинский коммунистический институт журналистики, но в этом же году призван в армию. В 1941 году окончил Смоленское военно-политическое училище. Печатался с 1940 года. Первые литературные публикации — в смоленской областной газете «Рабочий путь». Посещал литературный кружок, которым руководил поэт Николай Грибачёв.
Участник Советско-финляндской войны: в декабре 1939 — январе 1940 года в должности командира 76-мм орудия 70-й стрелковой дивизии участвовал в штурме линии Маннергейма.
Участник Великой Отечественной войны с 22 июня 1941 года. В июне — августе 1941 — секретарь дивизионной газеты «За боевой опыт» 209-й моторизованной дивизии, в августе 1941 — июне 1942 — заместитель редактора дивизионной газеты «Ворошиловский залп» 64-й (с сентября 1941 года — 7-й гвардейской) стрелковой дивизии. С июня 1942 - старший литсотрудник, ответственный секретарь и начальник отдела армейской газеты «Мужество» (27-й армии). Воевал на Западном, Северо-Западном, Степном, 1-м Украинском, 2-м Украинском, 3-м Украинском и 4-м Украинском фронтах. Начав войну в звании младшего политрука, окончил её в звании майора, кавалером трёх орденов.
После войны продолжал службу в армии и работал в армейских газетах, в 1953—1958 годах — начальником литературно-художественного отдела журнала «Советский воин». В 1957 году окончил редакторский факультет Московского полиграфического института, получил высшее военное образование по профилю истории войн и военного искусства. В 1958 году в звании полковника уволился из армии, чтобы заняться писательством.
Член СП СССР с 1954 года. Член правления СП РСФСР (1965) и СП СССР (1971).
Как отмечал Стаднюк, «Из всего, что мной написано, всерьёз отношусь к роману и драме „Люди не ангелы“, ранней повести „Человек не сдаётся“, некоторым рассказам, сценариям фильмов „Максим Перепелица“, „Человек не сдаётся“, драме „Горький хлеб истины“ (в репертуаре академического театра Советской Армии она именуется „Белая палатка“). Особенно же дорог мне роман „Война“, в который я вложил много сил». Роман «Война», задуманный как масштабная эпопея, доведён лишь до сентября 1941 года.
Был заместителем главного редактора журнала «Огонёк» в 1965—1972 годах. В 1970-е годы был членом редакционной коллегии журнала «Советский воин».
В 1980-х годах входил в редакционную коллегию героико-патриотического литературно-художественного альманаха «Подвиг». 11 лет был секретарём Московской писательской организации.
В 1993 году опубликовал мемуары «Исповедь сталиниста».
Член ВКП(б) с 1940 года.
Умер 30 апреля 1994 года. Похоронен в Москве на Кунцевском кладбище.

## Семья
Жена — Антонина Митрофановна Стаднюк (урожд.Крупенёва; 1923—1985)
Дочь — Галина (р.1944). Ее муж — В.В.Петелин, литературовед, критик, редактор. 
Сын — Юрий (1948—2010), генерал-майор.

## В годы Великой Отечественной войны
Из наградного листа для представления старшего политрука Стаднюка Ивана Фотиевича к награждению орденом Красной Звезды:

В боях в Западной Белоруссии, будучи в окружении, организовал 36 красноармейцев и действовал с ними как партизанский отряд. В стычках с фашистами группа уничтожила до сотни фашистов, сожгла 8 автомашин с различным немецким грузом. Товарищ Стаднюк лично вынес из-под огня раненого капитана тов. Киляшкина из 209-й мотострелковой дивизии и этим спас его жизнь. Всю группу вывел из окружения и сдал на сборный пункт в городе Могилёве в конце июля 1941 года.

## Награды и премии
- орден Ленина (16.11.1984)
- орден Октябрьской Революции (07.03.1980)[7]
- 2 ордена Отечественной войны 1-й степени (04.05.1945; 11.03.1985)
- орден Отечественной войны 2-й степени (27.09.1944)
- орден Трудового Красного Знамени (10.03.1970)
- 2 ордена Красной Звезды (20.05.1942; 26.10.1955)
- орден «Знак Почёта» (28.10.1967)
- медали
- Государственная премия СССР (1983) — за роман «Война»
- Почётный гражданин Смоленска (1982) и деревни Боровая Дзержинского района Минской области (близ этой деревни в ночь на 28 июня 1941 он вступил в бой).

## Сочинения
- Следопыты, 1950 (повесть)
- Это не забудется, 1951 (сборник)
- Максим Перепелица, 1952 (сборник)
- Сердце солдата, 1954 (сборник)
- Максим Перепелица, 1955 (сценарий)
- Человек не сдаётся, 1960, (сценарий)
- Артист из Кохановки, 1961 (сценарий)
- Люди не ангелы, 1963, кн. 1—2, 1972
- Ключи от неба, 1964 (сценарий)
- Служу Советскому Союзу, 1968 (сценарий)
- Меж высоких хлебов, 1970 (сценарий)
- Война
  - Книга 1, 1967—1969[8]
  - Книга 2, 1970—1973
  - Книга 3, 1980
  - Москва, 41-й, 1985 (продолжение романа «Война»)
  - Меч над Москвой, 1990 (продолжение романа «Москва, 41-й»)[9]
- Дипломаты поневоле, 1978 (сценарий)
- Спокойствие отменяется, 1983 (сценарий)
- Война на западном направлении, 1990 (сценарий)